# شیندلووا
شیندلووا (به لاتین: Šindelová) یک منطقهٔ مسکونی در جمهوری چک است که در ناحیه سوکولوو واقع شده‌است. شیندلووا ۳۸٫۳۲ کیلومتر مربع مساحت و ۲۷۷ نفر جمعیت دارد و ۶۵۰ متر بالاتر از سطح دریا واقع شده‌است.